# Nyorken District
Nyorken District är ett distrikt i Liberia.   Det ligger i regionen Maryland County, i den sydöstra delen av landet, 400 km öster om huvudstaden Monrovia.